# Aurora (Maine)
Aurora és una població dels Estats Units a l'estat de Maine (EUA). Segons el cens del 2000 tenia 121 habitants.

## Demografia
Segons el cens del 2000, Aurora tenia 121 habitants, 50 habitatges, i 28 famílies. La densitat de població era d'1,3 habitants per km².
Dels 50 habitatges en un 34% hi vivien nens de menys de 18 anys, en un 40% hi vivien parelles casades, en un 12% dones solteres, i en un 44% no eren unitats familiars. En el 30% dels habitatges hi vivien persones soles el 2% de les quals corresponia a persones de 65 anys o més que vivien soles. El nombre mitjà de persones vivint en cada habitatge era de 2,42 i el nombre mitjà de persones que vivien en cada família era de 3,14.
Per edats la població es repartia de la següent manera: un 30,6% tenia menys de 18 anys, un 5% entre 18 i 24, un 29,8% entre 25 i 44, un 25,6% de 45 a 60 i un 9,1% 65 anys o més.
L'edat mediana era de 35 anys. Per cada 100 dones de 18 o més anys hi havia 115,4 homes.
La renda mediana per habitatge era de 26.250 $ i la renda mediana per família de 27.083 $. Els homes tenien una renda mediana de 36.875 $ mentre que les dones 17.083 $. La renda per capita de la població era d'11.794 $. Entorn del 22,2% de les famílies i el 14% de la població estaven per davall del llindar de pobresa.